# Предгриже
Предгриже  — поселення на північний схід від c. Чрні Врх, в общині  Ідрія, Регіон Горишка, Словенія. Висота над рівнем моря: 662,3 м.